# Monika Bakke
Monika Bakke (ur. 1967) – filozofka, doktor habilitowany, profesorka na Wydziale Filozofii Uniwersytetu im. Adama Mickiewicza w Poznaniu, krytyczka sztuki i kuratorka wystaw. Zajmuje się sztuką i estetyką w perspektywie posthumanistycznej, genderowej i transkulturowej.

## Książki
- Ciało otwarte: filozoficzne reinterpretacje kulturowych wizji cielesności, Wydawnictwo Naukowe Instytutu Filozofii Uniwersytetu im. Adama Mickiewicza 2000, ISBN 83-7092-063-3.
- Estetyka Aborygenów australijskich. Antologia, Wydawnictwo Universitas 2004, ISBN 83-242-0396-6.
- Bio-transfiguracje. Sztuka i estetyka posthumanizmu, Wydawnictwo Naukowe UAM 2011, ISBN 978-83-232-2236-1.

Jest także współautorką:
- Andrzej Kurzawski. Pejzaże, Galeria Miejska Arsenał 1997, ISBN 838-693-220-1.
- Crude Life The Tissue Culture & Art Project. Oron Catts + Ionat Zurr, Centrum Sztuki Współczesnej Łaźnia 2012, ISBN 978-83-61646-28-0.
- Ryszard Kaja, Galeria Miejska Arsenał 2016 ISBN 978-83-61886-74-7.
- Pandemia. Nauka. Sztuka. Geopolityka, Wydawnictwo Artystyczno-Naukowe Wydziału Malarstwa i Nowych Mediów Akademii Sztuki w Szczecinie 2018, ISBN 978-83-947367-6-7.